# Кылынч, Эмре
Эмре Кылынч (тур. Emre Kılınç; 24 августа 1994 года, Адапазары) — турецкий футболист, нападающий клуба «Самсунспор» и национальной сборной Турции.

## Карьера

### Международная
Эмре Кылынч дебютировал за национальную сборную Турции 7 сентября 2019 года в матче отборочного турнира к ЧЕ-2020 против Андорры, заменив Хакана Чалханоглу на 80-й минуте.

### Матчи за сборную
| № | Дата            | Оппонент | Счёт | Голы | Пасы | Карточки | Минуты | Соревнование             |
| - | --------------- | -------- | ---- | ---- | ---- | -------- | ------ | ------------------------ |
| 1 | 7 сентября 2019 | Андорра  | 1:0  | —    | —    | —        | 10'    | Отбор ЧЕ-2020 (группа H) |
| 2 | 17 ноября 2019  | Андорра  | 2:0  | —    | —    | —        | 5'     | Отбор ЧЕ-2020 (группа H) |

Итого: сыграно матчей: 2 / забито голов: 0; победы: 2, ничьи: 0, поражения: 0. eu-football.info.